# Алексія Рунггальдір
Алексія Рунґґальдір (італ. Alexia Runggaldier, нар. 27 листопада 1991) — італійська біатлоністка, призерка чемпіонату світу.
Бронзову медаль чемпіонату світу Алексія здобула у лютому 2017 року в Гохфільцені в індивідуальній гонці.